# Ma.Bra. E.P. Volume 7
Ma.Bra. E.P. Volume 7 è un singolo dell'anno 2009, del dj italiano Maurizio Braccagni in arte Ma.Bra.

## Tracce
1. Spirit Of Yesterday 5:24
2. Heaven Is Place On Earth 5:23
3. Once Again 5:21
4. It's Electric 5:11